# 병따개

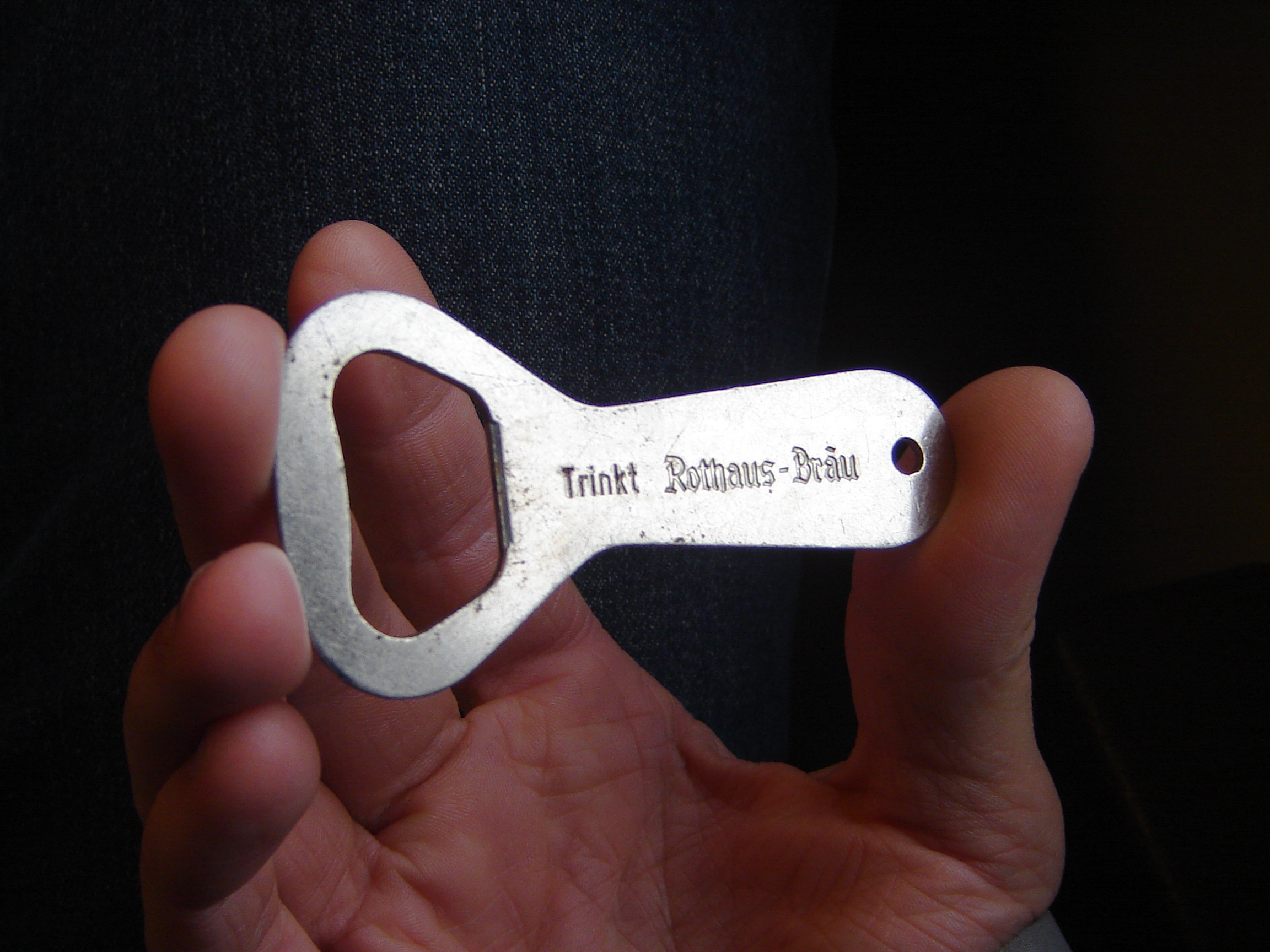
병따개

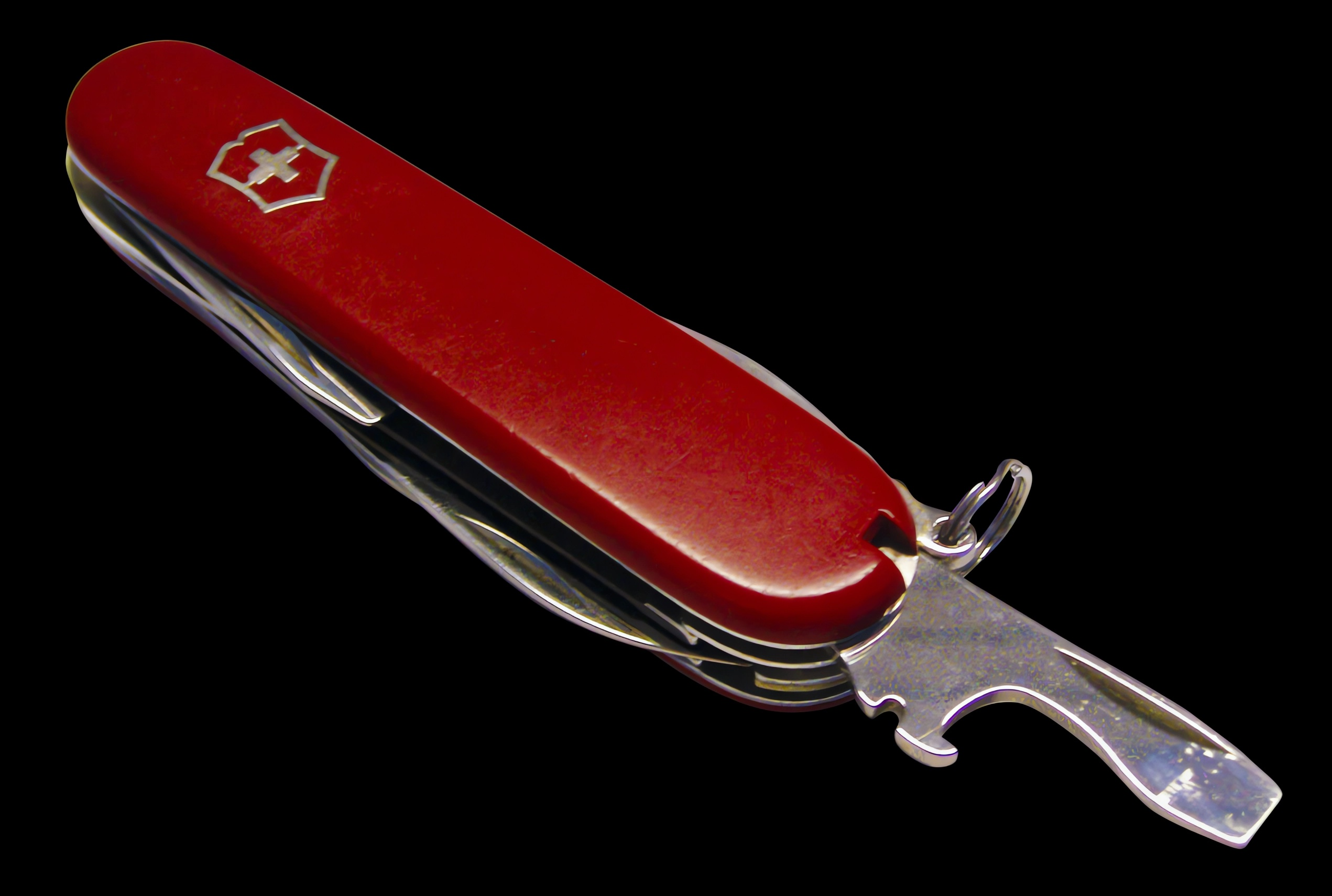
빅토리녹스 나이프에 달려있는 병따개(스크류드라이버)

병따개(bottle opener)는 병마개를 딸 때 사용하는 도구이다.

## 코르크스크루

### 와인 키
이 일반적인 와인 오프너(wine opener)는 스위스 군용 칼과 비슷한 평평한 플라스틱으로 이루어진 것이 보통이다.